# Guariquito
Guariquito je rijeka u Venezueli. Pritoka je rijeke Orinoco.